# ウィシュマさん死亡事件
ウィシュマさん死亡事件（ウィシュマさんしぼうじけん）は、2021年（令和3年）3月6日、名古屋出入国在留管理局に収容中のスリランカ国籍の女性、ラスナヤケ・リヤナゲ・ウィシュマ・サンダマリ（1987年12月5日 - 2021年3月6日）が死亡した事件である。彼女は、自身の体調不良を訴え続けていたにもかかわらず、適切な治療を施されないまま亡くなったため、出入国在留管理庁の体制そのものが問題視される事態となった。ウィシュマさん死亡問題、ウィシュマさん名古屋入管死亡事件、単にスリランカ人女性死亡事件などとも報じられる。

## 死亡までの経緯

### 日本入国
ウィシュマ・サンダマリは、2017年6月に留学の在留資格で日本に入国した。日本語学校に入学するも、同居していたスリランカ人男性（以下、同居人）から暴力をふるわれ学校は休みがちになった。また、母国からの仕送りが途絶えたことで学費の支払いも滞り、除籍処分を受けて不法滞在の状態になった。2020年8月、同居人からの暴力に耐えきれず交番に駆け込むも、名古屋出入国在留管理局に収容された。入管は彼女がDV被害者であることを認識していたが、それに取り合わず収容したことは「DV被害者本人の意志に配慮しながら、人道上適切に対応しなければならない」「DV被害者が配偶者からの暴力に起因して旅券を所持していない時は、在留資格を交付する」などの内規に反していた疑いがある。ウィシュマは当初スリランカへの帰国を希望していたが、出入国在留管理庁によれば所持金は乏しく航空機代金などを工面できない状態だった。また、元同居人から「帰国したら罰を与える」という趣旨の手紙が届いたことや、日本での支援者が見つかったことを理由に同年12月には日本に留まることを希望するようになった。

### 収容中
2021年1月頃から彼女に体調の悪化が見られ始めた。嘔吐を繰り返し、体重が急激に減少した。このことから、仮放免の許可を申請したが、1度目は不許可、2度目は可否そのものが判断されなかった。同年2月には、外部の病院での診察を受け、点滴の投与等の処置が必要と判断されたにもかかわらず、入管は内服薬を処方するに過ぎなかった。
同年3月6日、入管職員の呼びかけに応じなかったため、病院に搬送され死亡が確認された。33歳だった。出入国在留管理庁は「病死」と結論付けたうえで、「複数の要因が影響した可能性があり，具体的機序の特定は困難」と報告している。

## 死後

### 入管による調査
2021年5月、遺族が訪日し、出入国在留管理庁に対して死の真相を明らかにするよう要望。同月17日に名古屋入管を訪れ本件についての説明を求めたが、「出入国在留管理局は疑問に何も答えてくれません。姉が亡くなった責任を逃れようとしています。真相がわかるまで国に帰れません」と明確な回答が得られなかった怒りをあらわにした。
8月10日、出入国在留管理庁が、この問題の調査結果を取りまとめた報告書を公表した。また同日、当時の名古屋入管局長と次長を訓告、警備監理官ら2人を厳重注意の処分にした。遺族はこの最終報告書に対して「死因も分からない。姉は体調が悪かったのに、なぜ（一時的に収容を解く）仮放免を許可しなかったのかも分からない。」と批判した。
同月12日、上川陽子法相と佐々木聖子入管庁長官が本件について遺族に謝罪した。同日、ウィシュマを映していた入管内の監視カメラ映像が遺族に開示され、2人の妹は、入管職員が姉（ウィシュマ）を「動物のように扱っていた」「入管職員が姉を殺した。一時的に入院させて病気を治す環境はあったはず」、「入管は人の道を外れている」「職員は姉が迷惑で面倒な人間と思っているようだった」などと述べ号泣した。また、12月24日、衆議院・参議院の法務委員会にも公開された。この映像を見た階猛議員は「職員に悪意はないかもしれないが、やっていることは拷問に他ならない」と述べた。
また、入管職員が、カフェオレを上手く飲めずに鼻から吹き出したウィシュマに対し「鼻から牛乳や」、3月5日、脱力し明確に意思を示せないウィシュマに「アロンアルファ？」と聞き返す、翌日（死亡当日）の朝、向精神薬を飲んでぐったりしていたウィシュマに「ねえ、薬きまってる？」などの発言を行っていたことが明らかになった。当該職員は「フレンドリーに接したいとの思いから」と説明したが、入管庁による調査報告書は「人権意識に欠ける不適切な発言」としている。東京新聞は「死に際の収容者をばかにするような職員の発言。上川陽子法相が繰り返してきた『入管は大切な命を預かる施設』という説明とはかけ離れている」と評価した。

### 遺族・支援者による刑事告訴・告発

#### 遺族による殺人容疑での刑事告訴
11月、遺族が、体調不良を訴えるウィシュマに適切な医療を提供せず収容を継続したのは、管理局の局長（当時）など少なくとも7人が、ウィシュマについて「死亡してもかまわないと考えていたからだ」などとして、管理局の局長や担当職員を殺人容疑の刑事告訴に踏み切ったが、2022年6月、名古屋地方検察庁は不起訴とした。次席検事は「死因の特定に至らず、不作為による殺人や殺意を認める証拠がなかった」と説明した。不起訴とされたのはあわせて13人で、保護責任者遺棄致死罪や業務上過失致死罪の適用も検討されたが、職員の行為と死亡との因果関係を認めることができなかったという。
同年12月26日、名古屋第一検察審査会は、職員13人を業務上過失致死で不起訴不当とする議決書を公表した。殺人や保護責任者遺棄致死については不起訴相当としたものの、入管側が適切な対応を取っていれば「救命も可能だった」とした。議決を受け名古屋地検は再捜査を行ったが、2023年9月29日に13人全員を再び不起訴処分（嫌疑なし）とし、捜査を終結した。

#### 名古屋市の男性による刑事告発
名古屋市の男性（大学教員、支援者）による、入管職員に対する殺人と保護責任者遺棄致死傷容疑の刑事告発について同様の理由で不起訴となった。

### 遺族による国家賠償請求訴訟
2022年3月4日、遺族（ここではウィシュマの母、2人の妹）がウィシュマが亡くなったのは、名古屋入管が必要な治療を怠ったためだとして、国に約1億5600万円の損害賠償を求め、名古屋地方裁判所に提訴した。6月8日に第1回口頭弁論が開かれ、遺族側は、入管が違法な収容を続けたと主張し「姉は見殺しにされた。日本政府には謝ってほしい」などと述べた。

### ウィシュマが書いた手紙の書籍化
ウィシュマとの面会や手紙のやり取りを続けていた、彼女の支援者でシンガーソングライターの眞野明美が、収容中のウィシュマから送られてきた手紙を書籍化した。眞野は「書籍化で、より多くの人にウィシュマのことを知ってもらい、入管の諸問題を考えてほしい」と述べた。9月25日には、名古屋市を訪れたウィシュマの妹に試作品を眞野が手渡した。受け取った妹は「姉のように亡くなる人が2度と出ないように、多くの人にこの本を読んでほしい」と述べた。

## 抗議活動

### 抗議デモ
ウィシュマが亡くなって1年、全国各地で、被入管収容者の処遇改善などを求めるデモが行われた。JR静岡駅前では約20人が、抗議のプラカードとともにウィシュマに黙祷をささげた。

### 抗議団体
事件発覚後、複数の外国人支援団体からなる全国ネットワーク「ウィシュマさんの死亡事件の真相究明を求める学生・市民の会」が、その後「入管の民族差別・人権侵害と闘う全国市民連合」が結成され、入管に対し、事件の真相究明と人権侵害の停止などを求めている。

### 入管法改正案をめぐる動き
難民認定申請を却下された外国人の本国送還を容易にし、入管当局の権限を強化する出入国管理及び難民認定法改正案が事件前から存在したが、事件発覚後、連日学生らによる抗議活動が行われ、「入管法改悪反対」などのシュプレヒコールが掲げられた。これら世論の反発を受けて2021年5月、第204回国会での入管法改正案の成立を断念した。また、第208回国会への改正案再提出を見送った。

## 日本国外の反応

### スリランカ
ウィシュマの死は、週刊新聞シルミナ等スリランカ国内でも報じられた。

### アメリカ合衆国
アメリカ国務省は、2021年7月1日に「2021年人身売買報告書」を公表し、ウィシュマの遺族の弁護士を務める指宿昭一を人身売買と闘う「ヒーロー」の一人に選出した。翌月20日、東京で「弁護士指宿昭一『人身取引と闘うヒーロー』受賞記念集会」が開かれ、そこでウィシュマの妹の一人は以下のように述べた。

仏教の偉大なる尊師であるお釈迦様がこのように教えてくださった言葉があります。『憎しみは憎しみで消えず。憎しみは愛することによってなくなる』。この貴重な言葉を大切に思い、姉であるウィシュマ・サンダマリの命を粗末に扱った方々にも、もう二度とほかの誰かに同じようなことをしないでほしいとお願い申しあげます